# Coluber flagellum
Espèce
Synonymes
- Masticophis flagellum (Shaw, 1802)
- Masticophis flagellum flagellum (Shaw, 1802)
- Coluber testaceus Say, 1823
- Masticophis flagellum testaceus (Say, 1823)
- Masticophis flagellum cingulum Lowe & Woodin, 1954
- Masticophis flagellum lineatulus Smith, 1941
- Bascanium piceum Cope, 1892
- Masticophis flagellum piceus (Cope, 1892)
- Masticophis flagellum ruddocki Brattstrom & Warren, 1953
- Psammophis flavigularis  Hallowell, 1852
- Herpetodryas flagelliformis Duméril & Bibron, 1854
- Bascanion flagellum frenatum Stejneger, 1893

Statut de conservation UICN

 LC  : Préoccupation mineure
Coluber flagellum est une espèce de serpents de la famille des Colubridae. C'est un serpent non-venimeux dont six sous-espèces sont reconnues.

## Répartition
Cette espèce se rencontre dans le sud des États-Unis et dans la moitié nord du Mexique. Typiquement, elle vit dans les habitats ouverts de type prairie, mais on peut également la trouver dans des régions faiblement boisées.

## Description

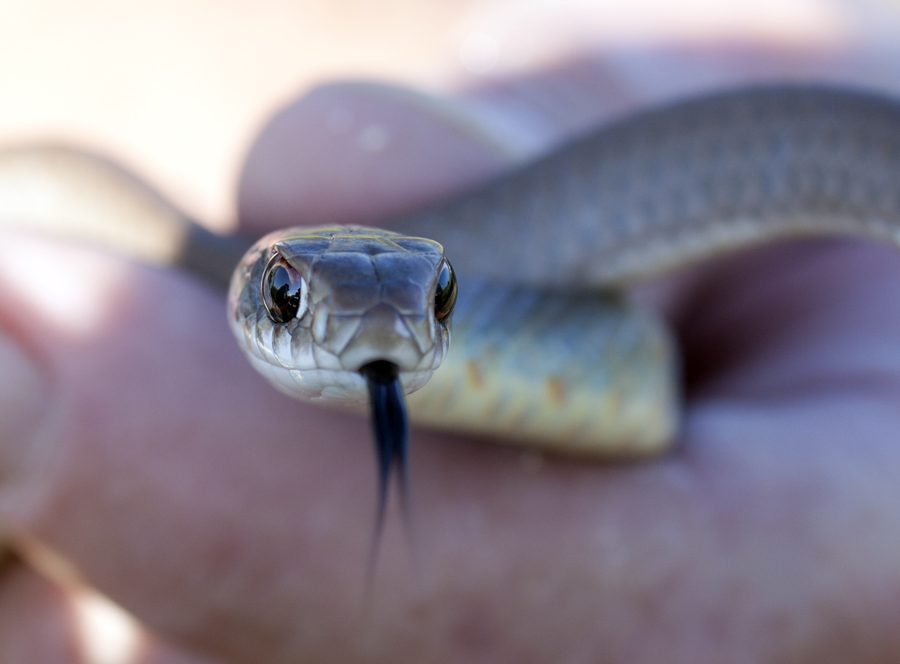
Coluber flagellum flagellum

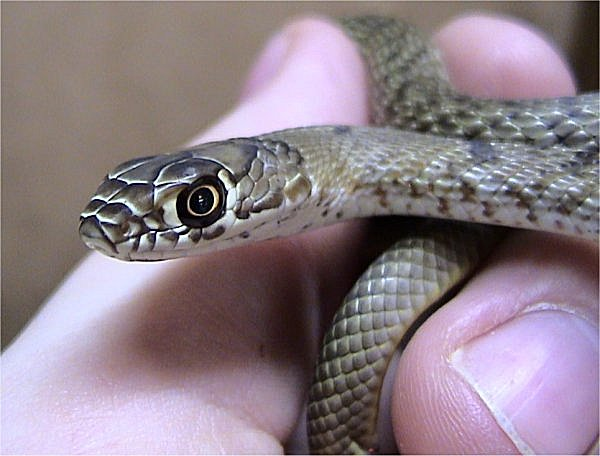
Coluber flagellum testaceus

Coluber flagellum est un serpent au corps mince avec une petite tête et de grands yeux avec des pupilles rondes. Sa couleur varie fortement, mais dans la plupart des cas elle assure un camouflage adapté à son habitat naturel. Les adultes de plus de 160 cm de longueur ne sont pas rares. C'est une espèce ovipare.

## Sous-espèces
Selon The Reptile Database (3 septembre 2011) :
- Coluber flagellum cingulum (Lowe & Woodin, 1954)
- Coluber flagellum flagellum Shaw, 1802
- Coluber flagellum lineatulus (Smith, 1941) - État de Chihuahua au Mexique
- Coluber flagellum piceus (Cope, 1892)
- Coluber flagellum ruddocki (Brattstrom & Warren, 1953)
- Coluber flagellum testaceus Say, 1823 - États de Chihuahua et Tamaulipas au Mexique

## Taxinomie
Cette espèce a longtemps été nommée Masticophis flagellum, le genre Masticophis a été placé en synonymie avec Coluber par Utiger, Schatti et Helfenberger en 2005.
La sous-espèce Coluber flagellum fuliginosus a été élevée au rang d'espèce.

## Publications originales
- Brattstrom & Warren, 1953 : A new subspecies of racer, Masticophis flagellum, from the San Joaquin Valley of California. Herpetologica, vol. 9, p. 177.
- Cope, 1892 : A critical review of the characters and variations of the snakes of North America. Proceedings of the United States National Museum, vol. 14, p. 589-694 (texte intégral).
- Lowe & Woodin, 1954 : A new racer (genus Masticophis) from Arizona and Sonora, Mexico. Proceedings of the Biological Society of Washington, vol. 67, p. 247-250 (texte intégral).
- Say in James, 1823 : Account of an expedition from Pittsburgh to the Rocky Mountains, performed in the years 1819 and '20 : by order of the Hon. J.C. Calhoun, sec'y of war: under the command of Major Stephen H. Long. From the notes of Major Long, Mr. T. Say, and other gentlemen of the exploring party, vol. 2, p. 1-356 (texte intégral).
- Shaw, 1802 : General Zoology, or Systematic Natural History, vol. 3, no 2, p. 313-615 (texte intégral).
- Smith, 1941 : Notes on Mexican snakes of the genus Masticophis. Journal of the Washington Academy of Sciences, vol. 31, no 9, p. 388-398 (texte intégral).